# Euthalia telchinioides
Euthalia telchinioides is een vlinder uit de onderfamilie Limenitidinae van de familie Nymphalidae. De wetenschappelijke naam van de soort is voor het eerst geldig gepubliceerd in 1923 door Rudolf Mell.